# غالو بينتو
Gallo pinto أو gallopinto  هو طبق تقليدي منشأه أمريكا الوسطى. يتكون غالو بينتو من الأرز والفاصوليا كقاعدة، وله تاريخ طويل في المنطقة ويعد ذو أهمية لهوية كوستاريكا وثقافتها، كما غيرها من ثقافات أمريكا اللاتينية التي تعتبر الأرز والفاصوليا بنفس الأهمية.
عند تحضير طبق غالو بينتو يتم طهي الفاصوليا بسرعة توشك العصارة على التبخر، ثم تُمزج مع الأرز مسبق التحضير ومكونات أخرى مثل الفليفلة الحلوة المطبوخة والكزبرة والبصل المفروم والثوم.

## علم أصول الكلمات
في اللغة الإسبانية معنى اسم الطبق غالو بينتو Gallo pinto هو "الديك المرقط". كناية عن تشابة لون هذا الديك باللون الذي ينتج عن مزج الأرز بالفاصوليا الحمراء أو السوداء.

## تاريخ
غالو بينتو هي واحدة من العديد من أطباق أمريكا اللاتينية التي تتضمن تحضير المكونين التقليديين للعديد من الثقافات: الأرز والفاصوليا . يعتبر غالو بينتو منتجًا نتج عن امتزاج الأعراق (ميستيثو)؛ الفاصوليا من ناحية، زرعها السكان الأصليون في عصر ما قبل كولومبوس، والأرز من أخرى جلبه الإسبان.
يعد الأرز في الأصل نبتة آسيوية، تم جلبها من قبل العرب إلى إسبانيا. ومنذ ذلك اللحين أصبح مكونًا رئيسيًا ولكنه متعدد الاستخدامات في القرنين الخامس عشر والسادس عشر. مع الاستعمار الأسباني للأمريكتين، قدم الأسبان الأرز إلى المكسيك وأمريكا الجنوبية . يتوقع أنه في القرن الثامن عشر، أصبحت زراعة الأرز ذات صلة بأمريكا الوسطى. كان الأفارقة يزرعون الأرز الآسيوي منذ العصر الحجري، ومع وصولهم إلى الأمريكتين كعبيد من قبل الأوروبيين، فقد كانوا معتادين مسبقا على تناول الأرز. وكذلك الأمر بالنسبة للفاصوليا التي كانت تزرع قبل قرون في أمريكا الوسطى. في رحلاتهم إلى أمريكا، كان يتم إعطاء العبيد أوعية وملعقة خشبية يأكلون منها مرتين في اليوم. كانوا يأكلون في المقام الأول الفاصوليا والأرز الأوروبي أو الأفريقي، إلى جانب الذرة والبطاطا والكسافا والكعك الإسفنجي . 
عندما أُجبر الأفارقة على الاستقرار في القارة، بدأت أشكال متنوعة من الأرز والفاصوليا تتشكل.
ذلك لتوفر أنواع عديدة من الفاصوليا التي يزرعها السكان الأصليون في الأمريكتين، فقد أدى ذلك إلى ظهور مجموعة من الأطباق عند دمجها مع الأرز.

## الاختلافات الإقليمية
يتواجد طبق غالو بينتو في كوستاريكا وغواتيمالا ونيكاراغوا وبنما.وفي مناطق الكاريبي من هذه البلدان، من الممكن العثور على مزيج الأرز والفاصوليا، وهو طبق مشابه يمتاز بتحضيره بحليب جوز الهند .

### كوستا ريكا
هناك نوعان رئيسيان في كوستاريكا:
- فالي سنترال : غالو بينتو يكون أكثر رطوبة، وعادة ما يتم تحضيره بالفاصوليا السوداء، وأقل دهونًا ومتبّلًا بالفلفل الحار والكزبرة والبصل والأسماك. ونوع واحد يشمل صلصة ليزانو .
- جواناكاست : غالو بينتو يكون أكثر دهنية ومحمصة؛ مصنوع من الفاصوليا الحمراء.

### نيكاراغوا
في نيكاراغوا، يحضر غالو بينتو بشكل أساسي من الفاصوليا الحمراء. ويتم استخدام الزيت النباتي للطهي (بما في ذلك البصل). يمكن تناول جالو بينتو في نيكاراغوا في أي وقت وهو المكون الرئيسي للأطباق المختلفة التي تُباع في فريتانجا (كشك الطعام).

## أنظر أيضا
- قائمة أطباق البقوليات
- الأرز والفاصوليا # الأطباق والتنوعات العالمية ، للحصول على قائمة بالأطباق المماثلة المصنوعة من الأرز والفاصوليا.
- بوابة Food</img>